# 尼子真理
尼子 真理（あまこ まり、1975年2月7日 - ）は、日本の女性声優。
大阪府出身。以前は81プロデュースに所属していた。

## 出演

### テレビアニメ
- ポケットモンスター（1997年、バタフリー[要出典]）
- 聖ルミナス女学院（1998年、吉永美樹、みどり、生徒A、生徒）
- KAIKANフレーズ（1999年、ウェイトレス）
- グラビテーション（2000年）
- 地球少女アルジュナ（2001年、女子高生B）
- 朝霧の巫女（2002年、華道部員A）
- ロックマンエグゼ（2002年 - 2003年、メイドさん、メイドさんE）
- 君が望む永遠（2003年、穂村愛美）

### OVA
- アカネマニアックス（2004年、穂村愛美）

### Webアニメ
- あゆまゆ劇場（2006年、穂村愛美）

### ゲーム
- ユーディーのアトリエ 〜グラムナートの錬金術士〜（2002年 - 2010年、ヘルミーナ[4]）- 2作品[一覧 1]
- マブラヴ オルタネイティヴ全年齢版（2006年、穂村愛美）

### モーションコミック
- GET LOVE!!〜フィールドの王子さま〜（2004年、女子大生）

### シリーズ一覧
1. ↑  『ユーディーのアトリエ 〜グラムナートの錬金術士〜』（2002年）、『囚われの守人』（2010年）